# Wooden Leg

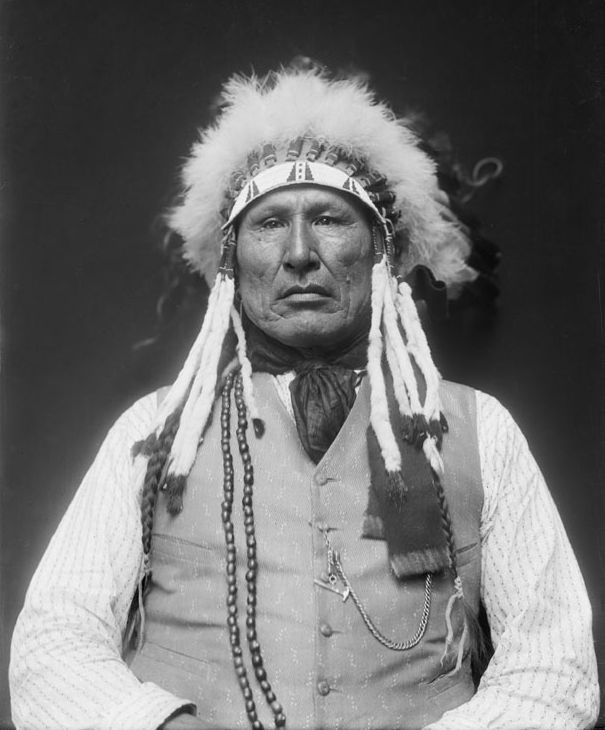
Fotografia de Wooden Leg l'any 1913.

Nom amb què és conegut Kummonk’Quiviotka (1858-1940) que fou jutge tribal xeiene i lluità a la batalla de Little Big Horn el 1876. Posteriorment, però, col·laborà amb la BIA i els ajudà en la campanya antibigàmia. Fou cap de la policia de la reserva i el 1931 publicà les seves memòries.